# Aquella larga noche
Aquella larga noche és una pel·lícula dramàtica cubana del 1979, dirigida per Enrique Pineda Barnet i produïda per l'ICAIC.

## Sinopsi
La pel·lícula mostra aspectes de la vida de les combatents revolucionàries Lidia Doce i Clodomira Acosta, avitualladores i missatgeres de la guerrilla castrista a la Sierra Maestra, fins a la seva captura, tortura i mort a mans de la policia de Fulgencio Batista.

## Intèrprets
- Raquel Revuelta (Lidia)
- María Eugenia García (Clodomira)
- José R. Marcos
- Norberto Bertrand
- Armando Bianchi
- Frank Negro

## Recepció
Fou exhibida com a part de la secció oficial del Festival Internacional de Cinema de Sant Sebastià 1979.